# ザルツブルクの歴史年表
本記事は、オーストリアの都市ザルツブルクの歴史の年表である。

## 17世紀まで
- 696年：聖ペーター修道院の建立
- 739年：ローマカトリック・ザルツブルク司教区の設置[1]
- 774年：大聖堂の献堂[2]
- 1077年：ホーエンザルツブルク城の建設の開始[2]
- 1167年：市の大火[2]
- 1287年：都市法を領主より承認される[3]
- 1350年：ザンクト・ブラジウス市民病院教会の献堂[2]
- 1370年：ザルツブルク市長コンラート・タウフキント[4]
- 1492年：シュティーグル・ビール醸造所の設立
- 1498年：ユダヤ人がザルツブルクから追放[5]
- 1512年：セバスティアン教会の献堂[5]
- 1519年：ホーエンザルツブルク城の拡張[5]
- 1523年：ザルツブルク市庁舎の完成
- 1525年：ドイツ農民戦争[5]
- 1587年：ヴォルフ・ディートリヒ・ライテナウがザルツブルク大司教に就任[2]
- 1588年：レジデンツ広場で新レジデンツ（新宮殿）の建設開始[5]
- 1606年：アルテナウ城の完成[2]
- 1619年：ザルツブルク近郊にヘルブルン宮殿が完成[2]
- 1623年：パリス・ロドロン大学が開学[2]
- 1652年：ザルツブルク大学図書館が開設
- 1668年：大聖堂が再建[5]
- 1674年：ザルツブルク近郊でマリア・プライン教会の献堂[5]
- 1689年：エルハルト教会の再建[2]
- 1697年：キームゼーホーフ宮殿が再建[5]

## 18世紀-19世紀
- 1702年：聖なる三位一体教会の献堂[2]
- 1707年：コレーギエン教会の献堂[2]
- 1711年：カイェターナー教会の献堂[2]
- 1731年：プロテスタント（新教徒）がザルツブルクから追放[5]
- 1756年：モーツァルトがゲトライデガッセ9番地で誕生[6]
- 1767年：メンヒスベルク山を通るジークムント門が完成[5]
- 1805年
  - フランス軍が占領[2]
  - ザルツブルクがオーストリア帝国に編入[5]
- 1809年：ザルツブルクがバイエルン王国に編入[5]
- 1816年：ミュンヘン条約によりザルツブルクが再度、オーストリア帝国に編入[5]
- 1818年：市の大火[3]
- 1842年：モーツァルト広場にモーツァルト記念碑が完成[5]
- 1849年：ザルツブルク公国の首都となる[5]
- 1850年：カロリーノ・アウグステウム博物館の開館
- 1860年：ザルツブルク中央駅が開場[3]
- 1880年：モーツァルテウム財団の設立
- 1890年：人口27,741人[7]

## 20世紀
- 1901年：ザルツブルク・シナゴーグ（ユダヤ教礼拝所）の建立[8]
- 1903年：市立図書館が開館[8]
- 1914年：ザルツブルクAK1941（サッカークラブチーム）の結成
- 1918年：ハンガーストライキの抗議活動[8][9]
- 1920年
  - ザルツブルク音楽祭が初開催[3]
  - 人口36,450人[10]
- 1926年：出版社キーゼルの社屋が完成
- 1933年：SVアウストリア・ザルツブルク（サッカークラブチーム）の結成
- 1935年：グニグルとマクスグランがザルツブルク市域に編入[8]
- 1938年
  - 3月：ナチスドイツへオーストリア併合[6]
  - ザルツブルクはナチス・ザルツブルク帝国大管区（ライヒスガウ）の管区都となる
- 1944年：第二次世界大戦、ザルツブルク空襲が始まる
- 1945年
  - ザルツブルク空襲が終わる[3]
  - 連合国が占領[6]
- 1951年：人口102,927人
- 1956年：モーツァルト週間（音楽祭）が初開催[8]
- 1957年：ザルツブルク市長アルフレート・ベック[4]
- 1960年：祝祭大劇場が開場[2]
- 1962年：ザルツブルク大学が再開[3]
- 1971年：レーエン・スタジアムの開場[8]
- 1988年：ザルツブルク市古文書館が開設[11]
- 1996年：旧市街がユネスコ世界遺産に登録[3]
- 1999年：ザルツブルク市長ハインツ・シャーデン[4]

## 21世紀
- 2016年：人口150,938人（ザルツブルク市）、人口545,815人（ザルツブルク州）[12]